# St. Petrus (Buchholz in der Nordheide)
St. Petrus ist die katholische Kirche in Buchholz in der Nordheide, einer Stadt im Landkreis Harburg in Niedersachsen. Ihre gleichnamige Pfarrgemeinde gehört zum Dekanat Unterelbe des Bistums Hildesheim. Die nach dem heiligen Simon Petrus benannte Pfarrkirche befindet sich in der Lüneburger Straße 23.

## Geschichte
Mit Einführung der Reformation wurden die Einwohner von Buchholz, das bisher zum Bistum Verden gehört hatte, evangelisch-lutherisch. Erst in der zweiten Hälfte des 19. Jahrhunderts, in Folge des Baus der Eisenbahnstrecken Hamburg–Bremen und Buchholz–Lüneburg, ließen sich wieder Katholiken in Buchholz nieder. Ab 1923 fanden gelegentlich, ab 1934 regelmäßig, seitens der Harburger Kirchengemeinde St. Maria katholische Gottesdienste in Buchholz statt, zunächst in einem Klassenraum der Volksschule.
1936 begann der Bau der Kirche, am 22. August 1937 erfolgte ihre Weihe durch Bischof Joseph Godehard Machens. Hauptpatron ist der Apostel Petrus, Nebenpatron der als „Apostel des Nordens“ verehrte Ansgar. Am 1. November 1937 wurde die Kuratie Buchholz gegründet.
Am 1. August 1956 wurde die Kirchengemeinde Buchholz eingerichtet. 1962/63 wurde die Kirche bedeutend erweitert, da sich die Kirchengemeinde nach dem Zweiten Weltkrieg durch Zuzug von Flüchtlingen und Heimatvertriebenen aus den Ostgebieten des Deutschen Reiches stark vergrößert hatte. Am 1. September 1963 wurde die Kirche neu konsekriert. Am 1. Oktober 1965 wurde die Kirchengemeinde zur Pfarrei erhoben.
Ab 1993 bzw. 1995 bildete die Pfarrei St. Petrus mit den beiden Pfarreien Hl. Herz Jesu in Tostedt und St. Maria Assumpta in Egestorf eine Seelsorgeeinheit.
2001 wurde an der Steinstraße die Kindertagesstätte St. Petrus eröffnet, 2004 zog sie in einen hinter der Kirche gelegenen Neubau (Hermann-Burgdorf-Straße 58) um.
Seit dem 1. August 2004 gehört die Pfarrgemeinde zum damals neugegründeten Dekanat Unterelbe, zuvor gehörte sie zum Dekanat Buchholz-Soltau. Seit dem 1. November 2014 gehören zur Pfarrei St. Petrus auch die Kirchen St. Maria Assumpta in Egestorf und
Hl. Herz Jesu in Tostedt.
2017 erfolgte eine umfassende Sanierung der Kirche, außer neuen Bänken wurde auch ein Raum für Begegnungen angebaut.

## Architektur und Ausstattung
Die Kirche wurde nach Plänen des Paderborner Architekten Max Sonnen (1886–1939) erbaut, ihre Erweiterung erfolgte durch den Hamburger Architekten Egon Pauen. Der heutige Altar von 1976 wurde von Claus Kilian entworfen und von Bischof Heinrich Maria Janssen geweiht, er birgt Reliquien der heiligen Märtyrer Vincentius und Jucundina. Zur Innenausstattung der Kirche gehören Statuen der Heiligen Antonius von Padua, Josef von Nazaret und Maria. Die Orgel wurde 1966 aufgestellt, sie gehörte zuvor der evangelisch-reformierten Gemeinde Hamburg-Altona. Die drei 1952 installierten Glocken stammen aus Schlesien, wobei 1996 eine der Glocken auf Grund eines Risses durch eine neu gegossene Glocke ersetzt wurde.